# Gycklargruppen
Gycklargruppen bildades 1987 av sju män, som slog sig samman för att dela på en gemensam träningslokal. Lösningen blev att man fick dela lokal med Södra Bergens Balalaikor i den gamla biografen Gloria på dåvarande Tjärhovsplan. Därefter började man arbeta tillsammans i en grupp. De sju originalmedlemmarna var Thorsten Andreassen, Bert Gradin, Per Dahlström, Hans Nyberg, Fredric Sanabria, Manne af Klintberg och Seved Bornehed. Dock lämnade Manne af Klintberg och Seved Bornehed gruppen ganska snart och gruppens arbete fokuserade mer på en vuxenpublik.

## Gycklargruppens föreställningar
- Gyckelspel (med Södra Bergens Balalaikor 1988) Folkets Hus och Parker
- Gycklarcirkus (1988) Premiär Komediteatern, Folkets Hus och Parker
- Nattvarieté (1989) Premiär Komediteatern, nypremiär Mosebacke Etablissement och Dramatens Lilla Scen
- Räkna med bråk (1990) Folkets Hus och Parker
- Pippi Långstrump - där gruppen medverkade som bland andra poliser, bovar och Herr Nilsson, samt kreativ motor (1992) Dramaten
- Julnötter (1993) Mosebacke Etablissement
- Unplugged (1994) Premiär Mosebacke Etablissement, Folkets Hus och Parker, nypremiär Boulevardteatern och Scalateatern
- Mistero buffo (1995) Premiär Mosebacke Etablissement
- Hugo Berns Underbara Universum (1995) Berns Salonger
- Unzipped (1997) Cafe Teater, Ljubljana
- Pathelin (1998) Gloria, Stockholm
- Ett gycklaräventyr (2001) Skillinge Teater
- Varieté Tracbac (2003) Gamla teatern, Örebro
- Spiken i kistan (2007) Stockholms konserthus

## Gruppen har fått följande utmärkelser
- DN På Stans Kasperpris (1990) [1]
- SvD stora humorpris "Poppepriset" (1992) [2]
- TBVs och Ernst-Hugo Järegårds kulturpris (1995)

## Musikaliska samarbetspartner
- Södra Bergens Balalaikor
- Herr Stroganoff
- Anders Olsén
- Matti Bye
- Maria Johansson
- Nanne Grönvall